# Nils Björklöf
Nils Björklöf (Ingå, 13 aprile 1921 – Stoccolma, 16 settembre 1987) è stato un canoista finlandese, specializzato nella velocità.

## Palmarès

### Giochi olimpici
- Bronzo a Londra 1948 nel K2 1 000 metri
- Bronzo a Londra 1948 nel K2 10 000 metri

### Campionati mondiali
- Oro a Londra 1948 nel K2 500 metri